# روزنامه‌نگاری علمی
روزنامه‌نگاری علمی (به انگلیسی: Science journalism)، به روزنامه‌نگاری‌ای گفته می‌شود که به پوشش حوزه علوم می‌پردازد. این رشته در مقایسه با دیگر رشته‌های روزنامه‌نگاری تقریباً رشته‌ای جدید محسوب می‌شود، طوری که ظهور این رشته در کشورهای صنعتی به نیمهٔ دوم قرن ۲۰ام بازمی‌گردد.
روزنامه‌نگاری علمی، فعالیت استفاده از منابع اولیه در خلال داستان‌های روزنامه‌ای است. این مفهوم توسط جولیان آسانژ مطرح شد که در ویکی لیکس است و از فلسفهٔ کارل پوپر الهام گرفته شده است.
استفاده از منابع اولیه خواننده را قادر می‌سازد اطلاعات سند را بازبینی کند. آسانژ در نیویورکر می‌گوید: من می‌خواهم استاندارد جدیدی ایجاد کنم به اسم روزنامه‌نگاری علم. اگر شما یک مقاله راجع به ژنتیک منتشر کنید، شما توسط همهٔ ژورنال‌های زیستی ملزم هستید که داده‌هایی که تحقیق شما را شکل داده‌اند ارائه کنید. چرا که ممکن است مردم بخواهند آن را بازگو کنند، بررسی یا چک کنند. پس این موردی است که باید در روزنامه‌نگاری رعایت شود. یک قدرت لحظه‌ای وجود دارد.
عدم تعادل در بین خوانندگان که توانایی بررسی چیزی که به آن‌ها گفته می‌شود را ندارند و باعث سوءاستفاده می‌شود.
لیزا لینچ، استاد دانشگاه کنکوردیا می‌گوید در روزنامه‌نگاری علمی، روزنامه‌نگاران به عنوان واسطه هستند که تحلیل‌ها را برای همگان نشان می‌دهند اما آنها باید همگان را با روش‌هایی برای تحلیل‌های مجدد آشنا سازند.